# Cathartes
Cathartes är ett släkte i familjen kondorer inom ordningen kondorfåglar. Släktet omfattar tre arter som förekommer i Nord- och Sydamerika ända ner till Eldslandet:
- Kalkonkondor (C. aura)
- Savannkondor (C. burrovianus)
- Skogskondor (C. melambrotus)